# Alton (Texas)
Alton – nicht zu verwechseln mit einer gleichnamigen, allerdings im nordtexanischen Denton County gelegenen und nicht mehr existenten Ansiedlung – ist eine Stadt im unteren Rio-Grande-Tal im US-Bundesstaat Texas. Sie liegt im Hidalgo County am nordwestlichen Rand der statistischen Metropolregion McAllen–Edinburg–Mission. Sie wurde 1911 von Eisenbahnangestellten gegründet, erhielt 1978 die Rechte als Incorporated City. Das U.S. Census Bureau hat bei der Volkszählung 2020 eine Einwohnerzahl von 18.198 ermittelt.

## Beschreibung
Alton befindet sich in der unmittelbaren Peripherie von McAllen – der größten Stadt der statistischen Metropolregion McAllen–Edinburg–Mission. Nachbarstädte und -ortschaften sind, von Westen im Uhrzeigersinn ausgehend: Doffing, Citrus City, McAllen, Palmhurst und West Sharyland. Das Stadtgebiet umfasst rund 15 Quadratkilometer. Hauptachsen sind die Main Avenue in West-Ost-Richtung und der Alton Boulevard in Nord-Süd-Richtung. Von der Ansiedlungsdichte her unterteilt sich das Stadtgebiet in eine westliche und eine östliche Hälfte. Beide sind in etwa gleich groß. Mit der Armstrong’s Alton Colonia und der Palm Lake Estates 4 Colonia beinhalten beide Stadthälften Colonia-Ansiedlungen – Wohngebiete, die versorgungstechnisch oftmals defizitär ausgestattet sind und vor allem Neumigranten als Wohn-Refugium dienen. Landschaftlich liegt Alton in der Übergangszone zwischen dem unteren Rio Grande Valley, einer flachen, fruchtbaren Fluss-Anrainerregion, in der vor allem Zitrusfrüchte- und Gemüse-Intensivanbau betrieben wird, und dem trockeneren, weniger ackerbaugeeigneten Gebiet, welches in Richtung Norden und Westen daran anschließt. Das Klima in der Region ist subtropisch und subhumid. Die Temperaturangaben für die benachbarte Stadt McAllen reichen von durchschnittlich 8 °C im Januar bis zu 35 °C im Juli. Die durchschnittliche Jahrestemperatur beträgt 23 °C. Die durchschnittliche jährliche Niederschlagsmenge liegt bei 584 l/m². Haupt-Regenmonate sind Mai und September.
Die Gründung der Stadt erfolgte 1911 im Zug der Begründung der San Benito und Rio Grande Valley Railway, einer neuen Eisenbahnlinie im Rio Grande Valley-Tal. Die Gründer, Angestellte der Alton Illinois Railroad, gaben der Stadt den Namen ihrer Herkunftsstadt in Illinois. Erstes Gebäude war eine Bahnstation. Zwischen 1913 und 1916 wurde ein Postamt betrieben, in den 1920ern der Alton Independent School District begründet. Wirtschaftlich profilierte sich die Neugründung vor allem durch den Abbau von Sedimentgesteinen, die für Bauvorhaben in den Norden geliefert wurden. Die weitere wirtschaftliche Entwicklung wurde von dem Unternehmer John H. Shary maßgeblich mitgestaltet. Shary initiierte den Bau von Bewässerungssystemen sowie Zitrusfarmen und organisierte eine kommunale, eigenständige Wasserversorgung. 1967 wurde die katholische Kirche San Martin de Porres erbaut. In der zweiten Hälfte des 20. Jahrhunderts entwickelte sich die Gemeinde zu einer Schlaf- und Pendlerstadt für das nahegelegene Regionalzentrum McAllen. 1978 erhielt Alton die Stadtrechte als Incorporated City.
Die verfügbaren Angaben zur Bevölkerungsentwicklung divergieren. Während der Beitrag zur Stadt im Handbook of Texas für 1980 die Zahl 3.069 nennt, liegen die des auf demografische Infos versierten Webportals population.us um rund 300 niedriger. Gleiches gilt für weitere Zahlenangaben zur Population. In die Schlagzeilen geriet die Stadt am 21. September 1989, als ein Dr-Pepper-Lastwagen in einen Schulbus fuhr und diesen in eine Caliche-Grube stieß. Bei dem Vorfall, welcher als der bislang schlimmste Schulbusunfall in Texas gilt, kamen 21 Kinder ums Leben; 60 wurden verletzt.

## Demografie
Die Bevölkerungsentwicklung von Alton vollzog sich bis vor der Jahrtausendwende auf kontinuierlich-gemächliche Art und Weise. Von 1990 auf 2000 erfolgte dann ein gewaltiger Schwung – von 2.775 auf 10.862. 2017 lebten dem US-Zensus zufolge 16.019 Einwohner in der Stadt. Davon waren 7.393 männlich, 8.626 weiblich, 10.416 Erwachsene, 5.613 Kinder oder Jugendliche und 1.401 älter als 65 Jahre. Der Altersmedian betrug 25,9 Jahre. 15.583 Einwohner beziehungsweise 97,3 % bezeichneten sich als Hispanic beziehungsweise Latino, 418 als Weiße (2,6 %) und 18 als indianischstämmige Natives (0,1 %). Afroamerikaner, Asiaten sowie mehr als einer Ethnie angehörige Personen waren in der Erhebung nicht präsent. Das Medianeinkommen betrug lauf Quickfact-Infos des Zensus pro Haushalt 31.716 US-Dollar (USD). Der ermittelte Medianwert liegt sowohl unter dem des Bundesstaats Texas (54.700 USD) als auch dem der USA insgesamt (55.300 USD). An Personen, die in Armut leben, wies der Zensus 34,6 % aus, an Personen ohne Krankenversicherung 39,7 %.

## Sonstiges
Der ehemals eigenständige Schulbezirk Alton wurde im Januar 1975 aufgelöst. Die aktuelle Schulversorgung ist auf unterschiedliche Schulbezirke aufgeteilt. Der größte Teil von Alton gehört zum Mission Consolidated Independent School District. Kleine Teile werden von den Bezirken Sharyland Independent School District und La Joya Independent School District mit abgedeckt.